# Мелен (река)
Мелен (тур. Melen Çayı) — река на севере Турции в иле Дюздже, впадающая в Чёрное море, находящаяся между Стамбулом и Анкарой.
Является основным источником питьевой воды для Стамбула.
Мелен является обобщенным названием двух рек, разделенных озером. От истока до озера эта река носит название «Кючюк-Мелен», а от озера до Чёрного Моря эта река носит название «Бююк-Мелен». Озеро, являющееся перевалочным звеном в жизни реки, носит также название Мелен.

## Происхождение названия
Река Мелен берёт своё название от деревни Melen провинции Sakarya Kocaali, рядом с которой находится исток реки.

## География
Исток реки находится на склоне гор Баджаклыяйла (1637 м), Намаз (1023 м), Далджаагач (1271 м). Река впадает в Чёрное море рядом с селом  Меленагзы округа Акчакоджа (Akçakoca). Площадь бассейна реки Мелен составляет 2317 км². Расстояние от самого большого города Турции Стамбула до реки Мелен составляет 200 км, от Анкары река находится примерно на таком же расстоянии — 220 км, в 110 км от иля Коджаэли, в 200 км от иля Бурса.

## Гидрология
В верхнем течении реки до озера Мелен питание преимущественно родниковое и снеговое.
До озера характер реки преимущественно горный, после озера характер реки становится равнинным.

## Гидротехнические сооружения
В 2001 году Управлением водоснабжении и канализации города Стамбула General Directorate of State Hydraulic Works с целью предупреждения ожидаемых затруднений с поставкой питьевой воды в Стамбул и сбалансированного удовлетворения потребности в воде в азиатской и европейской частях города было принято решение об использовании реки Мелен для снабжения города Стамбул питьевой водой.
Проект был назван Melen.
В рамках проекта был разработан проект создания цепи трубопроводов для питания водой Стамбула, а также проект строительства водопроводного тоннеля для прокладки трубопроводов под проливом Босфор для питания водой европейской части Стамбула.
Для создания постоянного напора воды на реке Мелен было сооружено водохранилище Омерли (Ömerli). Средний годовой расход на плотине водохранилища — 1599,42 м³/год.
67 % воды, которая будет направляться в Стамбул в рамках этого проекта, будет соответствовать потребностям в воде города до 2040 года.
ОАО «Мосметрострой» в консорциуме с ЗАО «Объединение «Ингеоком» и двумя турецкими строительными фирмами Alke и STFA в 2005 году выиграли тендер на строительство водопроводного тоннеля под проливом Босфор на глубине 140 метров.
Для проходки тоннеля был приобретен шестиметровый ТПМК (тоннелепроходческий механизированный комплекс) фирмы «Херренкнехт» с грунтопригрузом. Сооружение тоннеля состоялось в ранее оговоренные с заказчиком сроки, несмотря на сложные гидрогеологические условия. Этот проект действительно уникальный с точки зрения технологий его реализации.
Для Московского Метростроя это был первый опыт таких масштабных работ за рубежом.
Коллектив Московского Метростроя успешно завершил проходку тоннеля диаметром 6 метров и протяжённостью 3400 метров под проливом Босфор.
Это самый сложный участок на спроектированной трассе 150-километрового трубопровода в рамках проекта «Мелен», строящегося для обеспечения населения Стамбула пресной водой от реки Мелен. Мощность установки рассчитана на 720 тыс. кубометров в день.
Торжественная церемония, посвященная окончанию строительства подводного тоннеля, состоялась 2 мая 2009 года.
Строительство всего проекта Мелен планировалось закончить в 2012 году.

## История
Река Бююкмелен отождествляется с рекой Гипий (др.-греч. Ὕπιος, Гиппий), упоминаемой в «Перипле обитаемого моря» Псевдо-Скилака (как место проживания мариандинов), «Перипле Понта Евксинского» Арриана, «Перипле внешнего моря» Марциана Гераклейского. Мемнон Гераклейский сообщает, что Митридат VI зимовал на реке Гипий.
В устье реки Мелен 18 декабря 1915 года эсминцы «Пронзительным» «Счастливый» обнаружили и уничтожили немецкую подводную лодку UC-13.

## Интересные факты
Мелен является одной из самых подходящих рек для рафтинга.
Начальная точка сплава ходе реки Мелен находится очень близко к высокогорному пути между Стамбулом и Анкарой.
Исследователь из Стамбульского технического университета Эртюрк (Ezgi Erturk) с соавторами опубликовал доклад с оценкой качества воды в журнале экологического менеджмента. Их исследование показало, что река Мелен имеет относительно низкое качество воды и считается непригодной для питья.